# 7673 Inohara
7673 Inohara eller 1995 UY3 är en asteroid i huvudbältet som upptäcktes den 20 oktober 1995 av den japanska astronomen Takao Kobayashi vid Ōizumi-observatoriet. Den är uppkallad efter amatörastronomen Masanori Inohara.
Den tillhör asteroidgruppen Nysa.